# Episodi di NCIS - Unità anticrimine (ventiduesima stagione)
La ventiduesima stagione della serie televisiva NCIS - Unità anticrimine, composta da 20 episodi, è stata trasmessa in prima visione assoluta negli Stati Uniti d'America da CBS dal 14 ottobre 2024 al 5 maggio 2025.
In Italia la prima parte della stagione (episodi nº 1-13) è stata trasmessa in prima visione assoluta su Rai 2 dal 16 febbraio al 25 maggio 2025. La seconda parte della stagione (episodi nº 14-20) è inedita.
| nº | Titolo originale           | Titolo Italiano       | Prima TV Usa     | Prima TV Italia  |
| -- | -------------------------- | --------------------- | ---------------- | ---------------- |
| 1  | Empty Nest                 | Il nido vuoto         | 14 ottobre 2024  | 16 febbraio 2025 |
| 2  | Foreign Bodies             | Incidente diplomatico | 21 ottobre 2024  | 23 febbraio 2025 |
| 3  | The Trouble with Hal       | A proposito di Hal    | 28 ottobre 2024  | 2 marzo 2025     |
| 4  | Sticks & Stones            | Bastoni e pietre      | 4 novembre 2024  | 9 marzo 2025     |
| 5  | In from the Cold           | Una spia              | 11 novembre 2024 | 16 marzo 2025    |
| 6  | Knight and Day             | Knight and Day        | 25 novembre 2024 | 30 marzo 2025    |
| 7  | Hardboiled                 | Il mistero del Falcon | 2 dicembre 2024  | 6 aprile 2025    |
| 8  | Out of Control             | Lily                  | 9 dicembre 2024  | 13 aprile 2025   |
| 9  | Humbug                     | Semper Fidelis        | 16 dicembre 2024 | 20 aprile 2025   |
| 10 | Baker's Man                | Dulcis in fundo       | 27 gennaio 2025  | 27 aprile 2025   |
| 11 | For Better or Worse        | Fiori d'arancio       | 3 febbraio 2025  | 4 maggio 2025    |
| 12 | Fun and Games              | Giochi pericolosi     | 10 febbraio 2025 | 18 maggio 2025   |
| 13 | Bad Blood                  | Sangue cattivo        | 24 febbraio 2025 | 25 maggio 2025   |
| 14 | Close to Home              |                       | 3 marzo 2025     |                  |
| 15 | Moonlit                    |                       | 24 marzo 2025    |                  |
| 16 | Ladies' Night              |                       | 31 marzo 2025    |                  |
| 17 | Killier Instinct           |                       | 14 aprile 2025   |                  |
| 18 | After the Storm            |                       | 21 aprile 2025   |                  |
| 19 | Irreconcilable Differences |                       | 28 aprile 2025   |                  |
| 20 | Nexus                      |                       | 5 maggio 2025    |                  |

## Il nido vuoto
- Titolo originale: Empty Nest
- Diretto da: Diana Valentine
- Scritto da: Christopher J. Waild

### Trama
Sei mesi dopo aver accettato l'incarico in California, Knight ora addestra le reclute della REACT alla base navale di Camp Pendleton. A Washington, Parker soffre la solitudine (sebbene non lo ammetta) dato che anche McGee e Torres sono assenti: il primo ha deciso di tentare la scalata ai ranghi dell'agenzia svolgendo colloqui per la posizione di Vice Direttore dell'NCIS; il secondo è impegnato in un'operazione sotto copertura, infiltratosi in una banda di narcotrafficanti di fentanyl che appartengono al cartello "Nexus", il cui boss è conosciuto come "El Padre".
Improvvisamente, una chiamata d'emergenza da parte di Torres mette tutti in allarme, facendo temere che la sua copertura sia saltata. La sua scomparsa s'intreccia con la nuova vita di Knight e riunisce la squadra: Parker, infatti, sospettando l'esistenza di una talpa all'interno della REACT, vola in California per indagare e, insieme a Jess, iniziano a cercare sia Torres che il boss del cartello (sono rientrati là portandolo con loro).
Nel frattempo, l'Ispettore Generale del Dipartimento di Giustizia Gabriel LaRoche mette nel mirino l'NCIS a causa di recenti fughe di notizie, e la sospettata principale sembra essere Jodie Moreno, una delle allieve di Knight alla REACT (ex moglie di un membro del cartello trovato morto). Allo scopo di dimostrare l'innocenza di quest'ultima e di salvare la vita di Torres, Knight ricorre a misure estreme per smascherare "El Padre" (che in realtà è un prete) e la sua complice (ovvero l'avvocato della Moreno), barricandosi in una stanza e tenendo il reverendo in ostaggio. I due vengono salvati.
Alla fine, Knight rivela a Parker l'intenzione di voler tornare a Washington (in precedenza gli aveva raccontato che Victoria, la figlia di Palmer, non si è rassegnata alla loro rottura e ogni giorno invia ad entrambi messaggi con un promemoria del numero di giorni da essa trascorsi), dove Jimmy finge di stare bene senza di lei ma ne sente la mancanza.
Vance convoca McGee per comunicargli che la posizione di Vice Direttore è stata assegnata ad un altro, che si svela essere LaRoche, appena pochi minuti dopo la scoperta che la talpa potrebbe proprio essere qualcuno ai vertici del Dipartimento di Giustizia.
- Guest star: Seamus Dever (Ispettore Generale Gabriel LaRoche), Jackie Tohn (Celia Ross), Gabriel Burrafato (reverendo Edward Pike), Elizabeth Frances (Agente Speciale Jodie Moreno), Sam Duffy (Elmo Miller).
- Ascolti USA: telespettatori 6.420.000[3]
- Ascolti Italia: 759 000 telespettatori – share 3,70%[4]

## Incidente diplomatico
- Titolo originale: Foreign Bodies
- Diretto da: Lionel Coleman
- Scritto da: Marco Schnabel

### Trama
Alla vigilia di colloqui diplomatici tra USA e Venezuela ospitati da Vance e mirati a migliorare i rapporti tra i due Paesi e a garantire sicurezza nell'area del Mar dei Caraibi, un uomo si accascia al suolo nell'ufficio di Vance e muore improvvisamente, apparentemente per un infarto. La vittima è Diego Barreto, membro della scorta della delegazione venezuelana nonché agente sotto copertura al servizio proprio del Direttore da circa un anno. Dopo aver informato la squadra, Palmer accerta che la causa del decesso è in realtà avvelenamento da tetrodotossina ed è stato quindi omicidio.
Per evitare un incidente internazionale, Parker decide di trascurare il protocollo e trasportare il cadavere nella stanza d'albergo in cui alloggiava in modo che qualcuno, trovandolo, lanci l'allarme per poi avviare un'indagine formale da condurre con discrezione. La situazione si complica ancora di più quando, oltre a quello di Barreto, nella stanza viene rinvenuto un secondo corpo senza vita.
Il caso culmina nell'impedimento di un tentativo di assassinio che avrebbe sabotato completamente le trattative, e gli agenti arrestano una reporter diventata estremista di Hezbollah.
Nel frattempo, la donna che Vance sta frequentando sentimentalmente, Lena Paulsen, arriva a sorpresa a Washington per partecipare ai colloqui in qualità di rappresentante della NATO, e i due parlando si rendono conto che finora non sono stati sinceri l'uno con l'altra sia riguardo al lavoro che alla vita personale. Lui confida a Parker che dall'attentato subìto, ha riflettuto molto sul tempo e su con chi vuole trascorrere quello che gli rimane. Dopo aver chiuso il caso, Vance e Lena vanno a cena insieme e, dato che anche la donna vorrebbe impegnarsi di più, compiono un passo avanti nella loro relazione (fino a quel momento occasionale poiché si incontravano soltanto una o due volte all'anno alle conferenze) decidendo di vedersi più spesso (anche nell'appartamento che lei ha acquistato a New York e del quale ha fatto realizzare per lui una copia delle chiavi).
- Guest star: Marem Hassler (Lena Paulsen), Carlos Gòmez (Ammiraglio Carlos Mendoza), Czarina Mireles (Robyn Kael), Lyduan Gonzalez (Fernando Vega), Jessica Gardner (Olivia Kahn), Danny Max (reporter televisivo), Zeke Alton (detective).
- Ascolti USA: telespettatori 5.370.000
- Ascolti Italia: 697 000 telespettatori – share 3,40%[5]

## A proposito di Hal
- Titolo originale: The Trouble with Hal
- Diretto da: Michael Zinberg
- Scritto da: Scott Williams

### Trama
È Halloween e la squadra dell'NCIS investiga su un caso bizzarro che coinvolge tesori inestimabili e una casa infestata. Rientrato in anticipo da una missione di un mese, il Tenente dei Navy SEAL Bryce Prescott trova la propria abitazione occupata da un gruppo di sconosciuti che hanno organizzato una festa; una ragazza sostiene di essere la fidanzata di chi l'ha affittata, un certo Hal. Giunti sul luogo, Knight perlustra la casa e ne scova il cadavere nel seminterrato, ucciso da un martello conficcatogli in testa. La vittima viene identificata come Felix Pitts, un ladro uscito su cauzione recentemente.
Le ricerche sulla storia dell'immobile conducono alla scoperta che Bryce è il nipote di Wanda Prescott, vedova di un miliardario, e che è stato l'assistente personale della donna a renderlo affittabile inserendolo su un sito specializzato. Attraverso un vecchio articolo di giornale, ella racconta agli agenti che negli anni la famiglia ha dovuto affrontare diversi "cacciatori d'oro" intenzionati ad appropriarsi di un loro presunto tesoro, perciò la squadra è convinta che anche Pitts avesse lo stesso scopo. Stuzzicati da Parker e McGee sulla paura degli spiriti, Knight e Torres si appostano all'interno del capanno di caccia del defunto marito di Wanda, che si crede infestato dai fantasmi, per cogliere in flagrante un possibile sospettato, imbattendosi nella fidanzata di Pitts.
Knight domanda a Parker se sia riuscito a capire l'identità della figura che ha immaginato di vedere mentre era ferito e in stato d'incoscienza sulla nave (nel finale della precedente stagione), la ragazzina di nome Lily, ma lui ripete di non essere sicuro di chi fosse e non si sente ancora pronto ad affrontare l'argomento.
Alla fine, il vero assassino viene arrestato e gli agenti restituiscono alla signora Prescott un piccolo baule contenente foto e cimeli del marito e del figlio che lei mostra orgogliosa al nipote, spiegandogli che in realtà il tesoro sono i ricordi.
Nel frattempo, Torres tenta di convincere i colleghi a convertire l'ufficio del dottor Mallard (inutilizzato da un anno) in una palestra e poi rivela a Knight che il motivo principale è che l'aver rischiato la vita sotto copertura (nel primo episodio della stagione) l'ha fatto riflettere sul futuro, decidendo di "rimettersi in gioco" in amore. Kasie disapprova la proposta, infatti vorrebbe che l'ufficio rimanesse intatto in memoria di Ducky. Poiché tutti hanno idee differenti (a Parker piacerebbe una sala ristoro, a Palmer un luogo per conservare i fascicoli di Mallard), Kasie lancia una petizione affinché tutti possano esprimerle. Grazie anche al contributo del Direttore Vance, si riesce ad accontentare tutti rendendo il vecchio ufficio una stanza polifunzionale con un angolo palestra, un angolo ristoro, uno spazio per meditazione e uno per l'archivio.
McGee inizia ad indagare segretamente sul Vice Direttore dell'NCIS Gabriel LaRoche (che gli ha sottratto la posizione per la quale lui si era candidato ed era altamente qualificato).
- Guest star: Donna Mills (Wanda Prescott), Justin Bruening (Tenente dei Navy SEAL Bryce Prescott), Dominic Burgess (Leonard), Chrissie Fit (Mary Evans), Paul Zies (Big Bark), Christopher M. Dukes (Phil), Ck Bolado (Ray).
- Ascolti USA: telespettatori 4.920.000
- Ascolti Italia: telespettatori 652 000 – share 3,20%[6]

## Bastoni e pietre
- Titolo originale: Sticks & Stones
- Diretto da: James Whitmore Jr.
- Scritto da: Steven D. Binder

### Trama
Nel cuore della notte, Parker riceve una telefonata che lo informa che l'NCIS di Napoli ha intercettato un messaggio criptato proveniente dalla Bielorussia in cui è contenuto un piano di attacco contro l'Europa attraverso lanciamissili balistici; si teme perciò che la minaccia possa avviare una catastrofica guerra globale. Poiché il Direttore Vance è in volo per il Venezuela, spetta a Parker confrontarsi con il Generale del Dipartimento della Difesa Floyd Brancato e con il Senatore Larmont (Presidente "ad interim" in sostituzione del Presidente, che si trova a bordo dell'Air Force One ma è è irraggiungibile, e del Vice Presidente, il quale è sottoposto a colonscopia) sulle misure da adottare: egli decide di opporsi all'ordine diretto del Senatore di attaccare perché confonde la sede di Napoli con quella di Naples in Florida, e quindi ne deduce che incapace prendere decisioni ponderate, e quindi non fornisce al Generale le coordinate dei bersagli per lanciare una bomba nucleare diretta verso la Bielorussia, ritenendo i rischi (ovvero lo scoppio di una potenziale Terza Guerra Mondiale) superiori ai benefici.
L'FBI irrompe al Quartier Generale per arrestare Parker e McGee, con il Vice Direttore Sweeney (che serba ancora rancore nei confronti di Parker) che assume il comando. Tuttavia, i due riescono a tramortire l'agente che li sta scortando in ascensore e, grazie ad una rocambolesca fuga attraverso i condotti di ventilazione, raggiungono il laboratorio forense di Kasie, dove elaborano un piano per guadagnare tempo e consentirle di decifrare correttamente il secondo messaggio criptato, riunendosi anche a Torres.
Il loro piano finisce col distruggere la rete elettrica dell'intero edificio (invece che della sola sala operativa), mandando Sweeney su tutte le furie ancora di più: quest'ultimo li arresta nuovamente e poi ordina di caricare le coordinate, malgrado Parker tenti di convincerlo ad aspettare. All'ultimo momento, Kasie comunica di aver decifrato il secondo messaggio, dal quale risulta che le forze speciali ucraine hanno fortunatamente abbattuto i lanciamissili.
Tre giorni dopo, all'NCIS è in corso il ripristino dell'impianto e delle apparecchiature danneggiate. Vance, rientrato in sede, rimprovera severamente Parker e Sweeney ma poi racconta loro un aneddoto su un evento simile avvenuto negli anni '50 per ringraziarli di aver rischiato la carriera e la libertà per difendere i valori dell'agenzia e degli alleati NATO, annunciando l'intenzione di intercedere affinché entrambi vengano premiati con una medaglia al merito.
Nel frattempo, Knight è costretta ad interrompere la propria vacanza in campeggio quando viene rintracciata da Palmer che la aggiorna sulla situazione. Il viaggio di ritorno in camper verso Washington offre finalmente l'opportunità di riflettere e di affrontare le questioni irrisolte tra loro (finora non erano mai riusciti a parlare da soli): lei scopre casualmente che lui è iscritto ad una app di incontri e che, quando lei era in California, ha iniziato a conoscere altre donne, sentendosi a disagio (sebbene cerchi di nasconderlo). Entrambi ammettono che si amano ancora, confermando però di avere obiettivi differenti: mentre Jessica desidera avanzare a livello professionale, Jimmy vuole stabilità per sé e la figlia Victoria.
- Guest star: Erik Passoja (Vice Direttore dell'FBI Wayne Sweeney), Robert Catrini (Generale Floyd Brancato), J. Claude Deering (Curtis Hubley), Jonathan Bray (Senatore Judd Larmont), Todd Bosley (tecnico dell'FBI).
- Ascolti USA: telespettatori 4.760.000
- Ascolti Italia: telespettatori 690 000 – share 3,40%[7]

## Una spia
- Titolo originale: In from the Cold
- Diretto da: Tawnia McKiernan
- Scritto da: Matthew Lau

### Trama
L'ex Capitano della Marina pluridecorato Thomas Butler presenta i primi sintomi di una demenza senile: durante una visita di controllo in ospedale, inizia improvvisamente a comportarsi in modo strano, pronunciando frasi in finlandese e manifestando un distacco dalla realtà. Non appena l'NCIS cerca informazioni su di lui nel database, il sistema provoca un blackout, come se qualcuno non volesse interferenze. Nell'ufficio di Vance si presenta l'agente della CIA Conrad, spiegando che Butler è stato una spia dell'Unione Sovietica, tenuta sotto sorveglianza dalla CIA negli anni perché il peggioramento delle sue condizioni di salute pone a rischio la sicurezza nazionale dato che lui potrebbe involontariamente rivelare dati riservati.
Il Capitano fugge dall'ospedale lasciando un inserviente morto, si intrufola nell'Archivio della Marina e ruba il fascicolo di un certo "Progetto Laurel". La squadra deduce che l'uomo è convinto di essere ancora negli anni Settanta e di avere una missione da compiere: grazie ad uno stratagemma, Butler viene preso in custodia, ma afferma di voler parlare con "Sparrow". Si tratta di un agente della CIA corrotto morto nel 1979. Parker tenta di indurre il Capitano a ricordare raccontando alcuni eventi significativi che hanno segnato la storia degli ultimi quarantacinque anni (tra i quali la caduta del Muro di Berlino e il conseguente crollo dell'Unione Sovietica); la strategia tuttavia sembra fallire.
La squadra allora attua un piano più originale: McGee e Knight si calano nell'atmosfera anni Settanta per mantenere l'illusione di Butler, incontrarlo e lasciarsi consegnare il fascicolo. Egli apparentemente li smaschera, ma poi si scopre che in realtà ha già recuperato la memoria (guardando le foto del figlio che Parker gli aveva mostrato) e che il vero colpevole è l'agente Conrad, che viene arrestato: è lui ad aver ucciso l'inserviente e non voleva che il fascicolo fosse reso pubblico poiché contiene un elenco di crimini commessi dalla CIA e lui è implicato in ognuno.
Il figlio di Butler non sa come gestire la situazione (avendo appreso che il padre l'ha ingannato per tutta la vita), ma Parker gli comunica che in realtà egli era un agente doppiogiochista: le informazioni che passava ai Sovietici infatti erano errate per depistarli, è sempre stato dalla parte degli Stati Uniti; i due possono così riappacificarsi.
Nel frattempo, Torres ha creato un profilo sull'app di incontri online "MateQuest" su suggerimento di Palmer, anche se alla fine dell'episodio dice a Knight che intende cancellarlo preferendo conoscere persone nuove in maniera tradizionale.
- Guest star: John Getz (Capitano Thomas Butler), Matthew Lawrence (Danny Butler), Tom Schanley (agente della CIA Conrad), Victoria Kelleher (contabile dell'NCIS Barbara), Janora McDuffie (dottoressa Lisa Hallorman).
- Ascolti USA: telespettatori 5.260.000
- Ascolti Italia: telespettatori 644 000 – share 3,20%[8]

## Knight and Day
- Titolo originale: Knight and Day
- Diretto da: Rocky Carroll
- Scritto da: Amy Rutberg

### Trama
Un intruso aggredisce un noto appaltatore della Difesa di alto livello, Freddy Martin, nel suo attico, venendo ucciso da una donna che si trova lì. All'arrivo dell'NCIS, si apprende che quest'ultima è la sua amante, infatti poco dopo compare anche la moglie Melinda Martin. Si deduce che non si è trattato di una rapina bensì di un tentato rapimento, quindi Melinda viene portata al Quartier Generale per aiutare la squadra ad individuare il movente.
Mentre è in procinto di andarsene, si scopre che il vero obiettivo dei rapitori era proprio lei, perciò a Knight è assegnato l'incarico di fungerle da scorta personale e lei ne è infastidita dato che Melinda è una donna di spicco dell'alta società di Washington, elegante e mondana, impegnata nel sociale ma con un carattere difficile. L'agente è costretta a subire più volte la sua arroganza, anche se poi la frequentazione "forzata" servirà a farle capire che l'atteggiamento di Melinda è soltanto una "maschera" che nasconde un lato più fragile, spingendo Knight a cambiare la propria opinione.
Inoltre, le indagini rilevano un collegamento tra la vittima ed una vecchia conoscenza di Parker, Carla Marino, matriarca della più grande famiglia criminale del Midwest (lui ha tentato di stanarla con una task force dell'FBI, ma ogni volta che raggiungevano un informatore, quest'ultimo finiva ucciso), diventata ancora più spietata dopo la morte dell'unico figlio Jason. Melinda è a sua volta legata a lei perché originaria di Kansas City (città che la famiglia Marino controllava in passato) e soprattutto perché rimasta incinta, in gioventù (quando si chiamava April Day), di Jason: la donna intende dunque servirsi di Melinda per rintracciare la figlia, che ella ha dato in adozione.
Nel frattempo, McGee e Torres svolgono un'indagine parallela per identificare il proprietario di una giacca con la quale Knight si presenta in ufficio ma che non le appartiene, probabilmente presa in prestito la sera precedente nel corso di una festa in un locale (in cui hanno esagerato con gli alcolici).
- Guest star: Brianna Brown (Melinda Martin), Rebecca De Mornay (Carla Marino), Alisa Allapach (Sheila), Travis Schuldt (Freddie Martin), Tabitha Brownstone (Lauren Jacobs).
- Note: questo episodio è diretto dal membro del cast regolare Rocky Carroll (interprete di Leon Vance).
- Ascolti USA: telespettatori
- Ascolti Italia: telespettatori 751 000 – share 3,80%[9]

## Il mistero del Falcon
- Titolo originale: Hardboiled
- Diretto da: José Clemente Hernandez
- Scritto da: Andrew Bartels

### Trama
Il dottor Roger Carnahan, da dieci mesi nuovo capo della Divisione Guerra e Armi dell'Ufficio per le Ricerche Navali, viene trovato morto in un parco. Immediatamente si pensa ad un suicidio, soprattutto dopo che sul suo cellulare si scova una foto, ricevuta poco prima del decesso, che mostra la moglie Amber in atteggiamenti affettuosi con un altro uomo. Il problema è che quest'ultimo non è altri che Torres, che però chiarisce l'equivoco: lui ed Amber non sono amanti, lei è la sua informatrice confidenziale; l'ha contattato circa due settimane prima (anche se il loro incontro casuale è avvenuto precedentemente) poiché temeva che il marito fosse in procinto di commettere un crimine (il tradimento).
Un file top-secret risulta effettivamente scomparso dagli hard-disk dell'ONR: i progetti del "Mad Falcon", un missile ipersonico di ultimissima generazione che sarebbe il primo dell'arsenale militare dotato di una testata nucleare. La preoccupazione è quindi che Carnahan possa averlo venduto ad una potenza straniera (Russia, Cina, Corea del Nord) per poi suicidarsi in preda al senso di colpa. L'autopsia effettuata da Palmer, tuttavia, determina che il ricercatore è stato ucciso, e Amber viene rapita all'esterno di una tavola calda.
Successivamente, sembra che la donna li abbia ingannati e la squadra inizia a supporre che sia una spia. Torres, in particolare, è molto irritato perché ella ha avuto accesso al suo fascicolo personale dell'NCIS e ha sfruttato il suo comportamento protettivo (derivante dagli abusi subìti dalla madre da parte dell'uomo di cui si era innamorata) per avvicinarlo. Grazie alla collaborazione di Harold Lamb, un investigatore privato (ex Navy SEAL in Vietnam),assunto da Carnahan per seguire la moglie convinto che lo tradisse, gli agenti rintracciano Amber legata in un magazzino e accanto vi è il cadavere di una collega di Roger: a trafugare i progetti sono state loro (la donna voleva soltanto liberarsi del marito), mentre il vero assassino risulta l'assistente di Lamb.
Nel frattempo, McGee e Jimmy, impegnati nel ruolo di arbitri della lega calcistica giovanile in cui giocano i gemelli di Tim, affrontano genitori arrabbiati dopo che McGee prende una decisione controversa. Alla fine, Palmer lascia l'incarico spiegando che lo stress lo sta logorando, e anche McGee rinuncia.
- Guest star: Sam McMurray (Harold Lamb), Sara Paxton (Amber Carnahan), Lesley Fera (dottoressa Wendy Lythcott), Jacob Buster (Daniel Simmons).
- Ascolti USA: telespettatori
- Ascolti Italia: telespettatori 738 000 – share 3,80%[10]

## Lily
- Titolo originale: Out of Control
- Diretto da: Diana Valentine
- Scritto da: Steven D. Binder & Scott Williams

### Trama
La squadra indaga sul presunto rapimento del Tenente della Marina Mason Winslow, il quale secondo la moglie Ashley è stato sequestrato dopo che il controllo dei comandi della loro auto è stato assunto da remoto da qualcuno che l'ha guidata fino ad un magazzino isolato. Poiché la famiglia del Tenente è estremamente benestante, si pensa ad un rapimento a scopo di riscatto, ma poco dopo ne viene rinvenuto il cadavere sul ciglio di una strada.
Le analisi di Kasie indicano che i sistemi di bordo del veicolo sono stati hackerati e che vi sono stati altri tre episodi simili in tutta l'area di Washington, perciò si ipotizza l'esistenza di un giro di furti d'auto su commissione (i conducenti verrebbero uccisi per non lasciare testimoni). McGee e Knight si recano a parlare con una detenuta il cui hotspot è stato utilizzato per manometterle, convinta che gli ex leader del cartello della droga Lopez (con i quali aveva collaborato) abbiano sfruttato il suo dispositivo di guida a distanza per rubare le auto. Anche quella di Knight e McGee parte autonomamente e i due si trovano a dover emettere ugualmente una segnalazione.
Successivamente, i mezzi vengono trovati completamente demoliti, non si tratta nemmeno di ladri d'auto. La realtà è molto più semplice: la moglie del Tenente voleva lasciarlo, ma data l'esistenza di un accordo prematrimoniale, ne ha inscenato il rapimento insieme all'amante (l'avvocato della detenuta) per riuscire ad ottenere almeno parte dei soldi; i due poi hanno aggiunto gli omicidi degli altri conducenti per indurre a credere alla rete di ladri d'auto.
Nel frattempo, Parker è ancora tormentato dalle visioni di Lily (la ragazzina con i codini e il golfino giallo che ha immaginato di vedere mentre era ferito e delirante sulla nave, nel finale della stagione precedente) e Knight si preoccupa vedendolo assente, suggerendogli di confidarsi con qualcuno. Non appena le allucinazioni iniziano ad influire negativamente anche sul lavoro, lui decide di cominciare un percorso di terapia con la dottoressa Grace Confalone (comparsa nella serie in modo ricorrente a partire dalla tredicesima stagione) per tentare di sbloccare i propri ricordi rimossi riguardanti la ragazzina (avendo constatato come ella molto probabilmente sia legata al suo passato, in particolare all'infanzia). Nel momento in cui Grace menziona la madre di Parker (che lui aveva riferito di aver visto sulla nave), quest'ultimo sembra a disagio e poco incline ad aprirsi, raccontando soltanto che la donna ha abbandonato lui e il padre quando Alden era piccolo perché le liti erano frequenti.
Alla fine, Parker ammette che la madre per lui è un argomento difficile, ma Grace gli spiega che sarebbe importante conoscere anche la sua vicenda per poter interpretare correttamente le visioni di Lily, e lui si mostra disposto a parlarne.
- Guest star: Alyson Gorske (Ashley Winslow), Rory O'Malley (Cliff), Christian Gehring (Tenente Mason Winslow), Sierra McCormick (Sally Clark), Andrew Santiago (Matty), Laura San Giacomo (dottoressa Grace Confalone), Mary Cole (Audrey, barista), Kensie Mills (Lily).
- Note: in questo episodio, la barista Audrey è interpretata da Mary Cole, nella vita reale figlia dell'attore Gary Cole (Alden Parker) e al suo debutto sullo schermo.
- Ascolti USA: 4.890.000[11]
- Ascolti Italia: telespettatori 670 000 – share 3,40%[12]

## Semper Fidelis
- Titolo originale: Humbug
- Diretto da: Lionel Coleman
- Scritto da: Christopher J. Waild

### Trama
Il Natale si avvicina, e la Segretario della Marina ordina all'NCIS di approfondire la vicenda quando la reputazione e l'onore del Tenente decorato Merritt Hastings vengono diffamati da alcuni estratti di un libro - verità scritto da un ex compagno di plotone che trapelano alla stampa, nei quali l'autore accusa Hastings di grave negligenza durante un'imboscata dei Talebani in un gelido giorno del dicembre 2010 in Afghanistan: egli ha salvato dei commilitoni rilanciando indietro una granata che esplodendo gli ha fatto perdere un braccio, ma purtroppo sei Marine sono rimasti feriti e sei uccisi. Una volta individuato l'autore come Samuel Cross, il fratello di uno degli ufficiali morti, si pensa che il libro sia una sorta di "vendetta personale", anche perché Hastings, ora impegnato nel supporto ai veterani, sta promuovendo un progetto di legge in procinto di presentazione al Congresso.
Parker e Torres si recano al domicilio di Cross, il quale non vuole parlare con loro, anzi sostiene che il Governo americano abbia insabbiato deliberatamente la verità sugli eventi di quattordici anni prima per poi cacciarli via. McGee recupera lo pseudonimo da scrittore di gialli "Thom E. Gemcity" per convincere l'agente letterario di Cross a consegnargli il manoscritto completo allo scopo di verificare le accuse rivolte a Hastings (avrebbe presumibilmente ignorato consapevolmente una segnalazione radio che avvertiva dell'attacco imminente da parte dei Talebani): dato che il radiofonista è anch'egli morto all'epoca, esse non possono essere smentite; tuttavia, il Tenente insiste nell'assumersi la responsabilità di aver ignorato l'avvertimento.
Emerge che l'addetto alle comunicazioni radio era proprio il fratello di Cross e Kasie scopre che l'apparecchiatura possedeva un difetto interno che impediva la trasmissione dei messaggi sulla frequenza corretta, quindi non vi è alcun colpevole. Cross si incolpa della morte di Evan davanti alla moglie di quest'ultimo, rivelando di essersi fatto da lui sostituire alla radio a causa di una lesione al ginocchio; crede di essere solo, ma Torres ha chiamato gli ex compagni di plotone e lui, vedendoli, scoppia in lacrime. Egli accetta di riscrivere il libro aggiungendo un capitolo sul supporto ai veterani, Torres lo accompagna da Hastings e i due si abbracciano.
Con fastidio della squadra, il Vice Direttore dell'NCIS Gabriel LaRoche (sul quale McGee sta investigando segretamente) supervisiona l'indagine e partecipa attivamente sul campo, prendendosene il merito in una conferenza stampa. Inoltre, gli agenti discutono dei rispettivi piani per le festività natalizie e Torres nasconde ai colleghi la sua nuova frequentazione romantica con una misteriosa ragazza.
- Guest star: Seamus Dever (Vice Direttore dell'NCIS Gabriel LaRoche), Demetrius Grosse (Tenente Merritt Hastings), Garrett Hines (Caporale dei Marine Samuel Cross), Sommer Carbuccia (Caporale dei Marine Brian Zanella), Cameron Bender (Martin Gates), Boyana Balta (Emily Cross), Derek Anthony (addetto alla manutenzione dell'NCIS Lennox Kincaid), Ramsey Thoms (Caporale dei Marine Evan Cross).
- Ascolti USA: 4.920.000[13]
- Ascolti Italia: telespettatori 684 000 – share 4,00%[14]

## Dulcis in fundo
- Titolo originale: Baker's Man
- Diretto da: Rocky Carroll
- Scritto da: Andrew Bartels

### Trama
L'aiutante di Eleni Kostakis, presso la cui pasticceria greca Parker si rifornisce spesso di prelibatezze da condividere con i colleghi, viene ucciso all'interno del negozio. L'iniziale ipotesi di un furto viene presto smentita appena le analisi di Kasie rilevano che una gran quantità di meringhe contiene cocaina per un valore complessivo di 100 milioni di dollari: probabilmente il giovane (che aveva scontato una condanna in prigione) aveva iniziato a vendere il prodotto sfruttando la pasticceria come copertura. Parker interroga Eleni, la quale sostiene che egli fosse un "bravo ragazzo"; ad un certo punto, si pensa che lei stessa sia coinvolta nel traffico.
Il ritrovamento dei cadaveri di due spacciatori rivali nello stesso vicolo chiarisce il movente: si tratta di una guerra tra bande per contendersi il territorio e il mercato della droga, della quale il negozio della Kostakis è il centro e in cui è implicato anche un avvocato di criminali. Si scopre che la donna viene costretta a cucinare le meringhe alla cocaina in un magazzino in cui si recano Torres e Knight: anch'essi sequestrati, riescono fortunatamente a lasciare un messaggio in codice a Parker per far arrivare lui e McGee in soccorso, e salvano Eleni (che veniva anche ricattata riguardo alla vita del nipote incarcerato). Il vero assassino in realtà è l'ufficiale di sorveglianza che vigilava sulla vittima dal giorno del rilascio, il quale da tempo estorceva denaro alle famiglie dei detenuti (compreso il nipote di Eleni, figlio di una delle sorelle tornate in Grecia).
Nel corso dell'episodio, Knight stuzzica Parker sul reale motivo delle sue frequenti visite alla pasticceria di Eleni, insinuando che egli possa provare un interesse romantico nei suoi confronti. Parker replica affermando che essa è semplicemente uno dei suoi negozi preferiti e che la donna è davvero talentuosa. Alla fine, lui vi torna per farle assaggiare alcuni pasticcini preparati in casa, raccontando che la passione per i dolci gli è stata trasmessa dalla madre che era piuttosto abile. Eleni gli dice che il nipote uscirà dal carcere il mese seguente e probabilmente torneranno insieme in Grecia per un po'.
Nel frattempo, Palmer è l'unico a conoscere l'identità della misteriosa nuova ragazza di Torres: nientemeno che Robin, la sorella di Jess. Palmer promette di non rivelarlo, ma poi gli sfugge con Kasie; temendo la reazione dell'amica se lo scoprisse da altri, Torres glielo confessa. Jess è infastidita per esserne stata tenuta all'oscuro, anche se Nick tenta di spiegarle che la relazione non è seria (secondo Jess, la sorella potrebbe stare già pianificando il matrimonio, dato che è sempre stata idealista e impulsiva, scegliendo anche uomini "sbagliati"). Infine, lei gli assicura di non essere turbata, sembra quindi approvare la loro frequentazione.
- Guest star: Ken Garito (Leslie Walker), Joel Damany Steingold (agente Frank Mandel), Melina Kanakaredes (Eleni Kostakis), Carlos Javier Rivera (Arturo Jimenez), Jordyn Owens (Virgil Wilson).
- Note: questo episodio è diretto dal membro del cast regolare Rocky Carroll (interprete di Leon Vance).
- Ascolti USA:
- Ascolti Italia: telespettatori 824 000 – share 4,40%[15]

## Fiori d'arancio
- Titolo originale: For Better or Worse
- Diretto da: Michael Zinberg
- Scritto da: Marco Schnabel

### Trama
L'indagine sull'omicidio di un uomo trovato in un parco conduce alla scoperta che la vittima, un criminale incallito di Baltimora, apparteneva ad una banda criminale con sede nella città portuale che utilizza documenti falsificati per rubare merce di vario genere dalle basi della Marina e rivenderla sul mercato nero. Su richiesta della Segretario della Marina, Torres si è infiltrato sotto copertura nella banda per identificare il vero capo, soprannominato "Il Lupo" (che nessuno ha mai visto), riuscendo intanto ad avvicinarsi ad un suo luogotenente, il polacco Roman Sobchek.
Nel momento in cui Knight viene involontariamente coinvolta nell'incarico di Nick, Parker convince il Direttore Vance ad organizzare un finto matrimonio tra i due per stanare "Il Lupo" (Vance è contrario a causa dei costi elevati). Knight chiama la sorella Robin ad occuparsi dell'allestimento della location (essendosi già fidanzata cinque volte, è piuttosto esperta): ci saranno una torta nuziale, intrattenimento musicale, un fotografo, agenti federali in borghese come invitati e come celebrante, e naturalmente gli sposi, affinché tutto risulti credibile.
Il complesso piano sembra funzionare: Torres e Knight si scambiano persino un (finto) bacio ed eseguono un romantico lento sulla pista da ballo (lei è elegantissima in abito bianco), McGee si finge il fotografo e si muove attraverso la sala sperando di riuscire ad associare il Bluetooth della fotocamera al segnale dell'obsoleto palmare utilizzato da Sobchek per comunicare con "Il Lupo" e poter così clonarne il contenuto (ottenere le informazioni su armi fantasma che la banda ha iniziato a commerciare), mentre Palmer e Kasie monitorano il ricevimento nuziale dal sistema di sorveglianza di una stanza di controllo. L'operazione rischia di complicarsi a causa di Robin, preoccupata perché Nick non le risponde al cellulare, tanto che lei si presenta al Quartier Generale dell'NCIS e Jessica è costretta a spiegarle che lui è sotto copertura.
Nel frattempo, Knight ammette di essere turbata dalla relazione tra la sorella e Torres (nell'episodio precedente, aveva assicurato di essere tranquilla) e Jimmy intuisce il motivo: se tra loro finisse, lei sarebbe costretta a schierarsi dalla parte o di uno o dell'altra; se la storia invece funzionasse, lei teme di essere esclusa, soprattutto perché i due sembrano felici. Inoltre, Jimmy si lascia sfuggire che Nick ha ceduto a Robin un cassetto nel proprio appartamento e Jess ne è infastidita in quanto, secondo lei, un cassetto implica un impegno, quindi la sorella potrebbe lasciarsi suggestionare dall'idea che Torres desideri costruire un futuro con lei (come capitato con tutti i suoi precedenti fidanzati); tenta di affrontare l'argomento con Robin, la quale però ribadisce di essere in grado di compiere le proprie scelte da sola.
Knight propone a Torres di bere qualcosa per celebrare il loro "divorzio", ma lui declina per un appuntamento con Robin.
- Guest star: Lilan Bowden (Robin Knight), Steven Flynn (Roman Sobchek), Daniel Zacapa (detective Martin Alonzo), Alexander Bertrand (Frank Sobchek), Jesse Howland (Lenny), Nathan Ray Clark (Agente Speciale dell'NCIS Piotter), Elizabeth Liang (Agente Speciale dell'NCIS Jones), Cody Easterbrook (Agente dell'NCIS Ramiro).
- Ascolti USA:
- Ascolti Italia: telespettatori 782 000 – share 4,00%[16]

## Giochi pericolosi
- Titolo originale: Fun and Games
- Diretto da: James Whitmore Jr.
- Scritto da: Matthew Lau & Steven D. Binder

### Trama
Un membro del gruppo di scienziati forensi con cui Kasie, da anni, organizza serate-giochi, muore dopo aver mangiato della fonduta avvelenata con la cicuta proprio a casa sua, che dunque diventa la scena del crimine. Poiché il colpevole deve necessariamente essere uno del gruppo, l'NCIS interroga separatamente i sopravvissuti compresa la loro amica e collega per individuare un possibile movente e i legami tra loro (oltre all'ambito lavorativo).
Intuendo che il colpevole intende eliminarli tutti, i sospetti si concentrano su colui che ha preparato la pietanza, dato che avrebbe dovuto partecipare alla serata ma ha disdetto all'ultimo momento; tuttavia, anch'egli viene trovato morto e gli esami medico - legali rilevano il medesimo veleno. Non avendo trovato alcun collegamento tra i casi dei quali gli scienziati si sono occupati (e dei quali parlavano durante gli incontri), Kasie contatta la professoressa Annabel Davis, docente del corso universitario a cui lei e gli amici si sono conosciuti nonché loro mentore.
Si scopre che la seconda vittima contraffaceva carte da gioco collezionabili, riuscendo a ricavare più di centomila dollari grazie a quelle più rare, e sembra che stesse sfruttando i componenti del gruppo allo scopo di commettere un crimine; in realtà, il falsario è il suo diretto superiore, Capitano della Scientifica di Baltimora che ha una dipendenza dal gioco d'azzardo, Craig aveva ricreato le carte nel tentativo di raccogliere prove.
Kasie scova il legame principale tra tutti loro: il corso introduttivo di Scienze Forensi della professoressa Davis. Prima di insegnare, la donna lavorava presso il Dipartimento di Polizia del Maryland e una sua testimonianza ha portato alla condanna di un giovane delinquente da poco rilasciato, Jesse Winston. Si tratta di vendetta: egli ha colpito i suoi ex studenti preferiti per provocarle sofferenza. La squadra salva la Davis da Winston, che viene ucciso. La professoressa ringrazia il gruppo per i loro sforzi ma Kasie, che ha approfondito meglio il caso di Jesse, deduce che la donna ha falsificato le prove contro di lui, che in realtà era davvero innocente, e la fa arrestare da Parker.
Quella sera, Kasie vorrebbe stare sola, ma i colleghi si presentano a sorpresa portando pizza e hamburger per risollevarle il morale.
Nel frattempo, McGee viene interrogato dal Dipartimento della Difesa in merito alla trama del suo nuovo romanzo scritto sotto lo pseudonimo di Thom E. Gemcity (in cui la protagonista è una brillante criptologa della Marina chiaramente ispirata a Delilah), per assicurarsi che non abbia utilizzato casi reali da loro seguiti o informazioni riservate che rischierebbero la sicurezza nazionale. Tim chiede a Torres di leggere la prima stesura, lui la condivide con gli altri e tutti concordano che esso sia piuttosto "piccante" e dal contenuto innocuo.
- Guest star: Shari Belafonte (professoressa Annabel Davis), Della Saba (Ilene Smyth), Charley Koontz (Max Hoffman), Eugene Kim (Capitano Ed Fletcher), Neal Honda (Victor Chan), Michael Varde (Jesse Winston), Meredith Eaton (Carol Wilson), Eli Hernandez (Daryl Thomas).
- Ascolti USA:

- Ascolti Italia: telespettatori 674 000 – share 3,60%[17]

## Sangue cattivo
- Titolo originale: Bad Blood
- Diretto da: José Clemente Hernandez
- Scritto da: Sydney Mitchel

### Trama
L'NCIS indaga sulla morte di una Tenente della Marina avvenuta nel tentativo vano di impedire la fuga di un uomo che assalta una banca del sangue mobile rovinando tutte e 46 le sacche dei donatori senza apparente motivo. Kasie analizza a tempo record tutto il DNA all'interno della banca mobile: una sacca è scomparsa quindi l'assalitore l'ha rubata; dalle rilevazioni forensi, risultano tracce di fentanyl sul cadavere della donna, probabilmente trasferite su di lei dal ladro durante la corsa, dopo aver distrutto tutte le sacche per nascondere il furto.
Il sangue contenuto in quella mancante appartiene ad una certa Lauren Hawthorn e, quando Parker e Knight si recano a casa sua, scoprono ciò che ne rimane dissolto nell'acido. L'abitazione è stata completamente ripulita da qualunque prova materiale (niente capelli, né impronte ecc...) e l'unico aiuto offerto dai vicini consiste in una lite sentita tra lei e uno sconosciuto intorno all'ora stimata del decesso. Una svolta arriva scavando nella vita apparentemente ordinaria della vittima: da pochi mesi, ella aveva iniziato a lavorare presso la "Life Sequence", una startup del settore della salute specializzata in nutrigenetica (ovvero lo studio di come il DNA influenza il modo si assimilano e si metabolizzano le sostanze nutritive), il cui amministratore delegato è il miliardario visionario Fletcher Voss (inventore dell'app "Bandium" e volutamente responsabile dell'attentato alla vita del Direttore Vance l'anno precedente), rilasciato per buona condotta dopo tre mesi di carcere. I sospetti si concentrano su di lui anche perché è il padre del figlio che Lauren portava in grembo e ciò gli sarebbe costato 20 milioni di dollari nel divorzio dalla ex moglie.
Si scopre che il ladro è stato assunto, tramite un cellulare prepagato, per trafugare il sangue di Lauren, e lo stesso viene trovato morto per overdose da fentanyl. Grazie ad uno stratagemma, la squadra accede "da remoto" ai dati digitali del "braccialetto smart" di Voss, i quali lo collocano effettivamente a casa della Hawthorn: nel corso dell'interrogatorio, Voss insiste invece che l'amava e improvvisamente si accascia sul pavimento colpito da un ictus emorragico; in realtà qualcuno lo sta avvelenando somministrandogli a sua insaputa un farmaco anticoagulante. Il colpevole si rivela essere il dottore della "Life Sequence", che voleva bloccare la diffusione al pubblico della tecnologia dell'azienda. La morte di Lauren è stata provocata dall'interazione tra l'anticoagulante e altri farmaci che stava prendendo.
Le condizioni di Voss peggiorano e, su esortazione di Vance, McGee accetta di donargli il proprio sangue per una trasfusione (essendo un donatore universale). I due sembrano appianare i contrasti.
Nel frattempo, McGee chiede aiuto ai colleghi per raccogliere denaro per l'annuale raccolta fondi organizzata dalla scuola dei gemelli, sperando di battere in classifica un altro padre col quale si sente in competizione.  
- Guest star: T.J. Thyne (Fletcher Voss), Eliza Blair (rappresentante della "Life Sequence" Holly), Nick George (dottor James Donovan), Tori Danner (infermiera Myers), John Ahle Kellar (William / Fred Sammons).
- Ascolti USA:
- Ascolti Italia: telespettatori 758 000 – share 4,30%[18]